# Armata Salvării
Armata Salvării este o denominațiune creștină și una din cele mai mari organizații de caritate din lume, având o structura cvasi-militară. La nivel mondial organizația numără mai bine de 1,7 milioane membri, constând in soldați și ofițeri. Aderenții poartă numele de salvaționiști. William Booth și soția sa, Catherine, în 1865 Londra, Anglia au început "misiunea" printr-un mesaj simplu "aducând salvarea celor pierduți" și îngrijind de "nevoile materiale și spirituale".Activează în 127 de țări prin centre de reabilitare, clinici, spitale, cantine sociale, magazine de caritare, adăposturi pentru oamenii strazii, dispune de o puternică capacitate de intervenție in cazuri de necesitate (inundații, calamitați, catastrofe).

## Misiune
Promovează egalitatea de șanse indiferent de vârstă, sex, etnie si stare socială. Intervențiile Armatei Salvării sunt fundamentate pe dezvoltarea comunitară sustenabilă, abordarea în profunzime a problemelor detectate prin proiecte de medie si lunga durată, promovarea valorilor creștine, stimularea atitudinilor proactive social.De asemenea "misiunea" contribuie la integrarea sociala a persoanelor dezavantajate prin oferirea de soluții temporare, in timp ce stimulează dezvoltarea de aptitudini care să asigure rezultate de lungă durată a beneficiarilor.

## Facilități

### Biserici
Organizația Armata Salvării are biserici situate în întreaga lume. Ele sunt cunoscute sub numele de Corpul Armatei de Salvare. Acestea pot fi implementate ca parte a unui centru comunitar mai mare. În mod tradițional, multe clădiri ale Corpului Armatei Salvării sunt denumite temple sau cetăți.

### Magazine de caritate
Armata Salvării este bine cunoscută pentru rețeaua sa de magazine de caritate, numită în mod obișnuit ca "Sally Ann" din Canada și "Salvos Stores" din Australia, si "SALVATtex" din România care adună bani pentru programe de reabilitare prin vânzarea de obiecte donate, articole de uz casnic și jucării.Îmbrăcămintea colectată de magazinele Armatei Salvării care nu sunt vândute în magazine sunt adesea vândute în piațele de îmbrăcăminte de mâna a doua (second hand).
Magazinele pentru colectare de fonduri (fundraising) ale Armatei Salvării din Marea Britanie participă la Programul de lucru al guvernului britanic, un program, în care beneficiarii, pentru care se prestează anumite servicii, trebuie să muncească neremunerat de la 20 până la 40 ore pe săptămână pe o perioadă de 6 luni.

## Structura organizațională

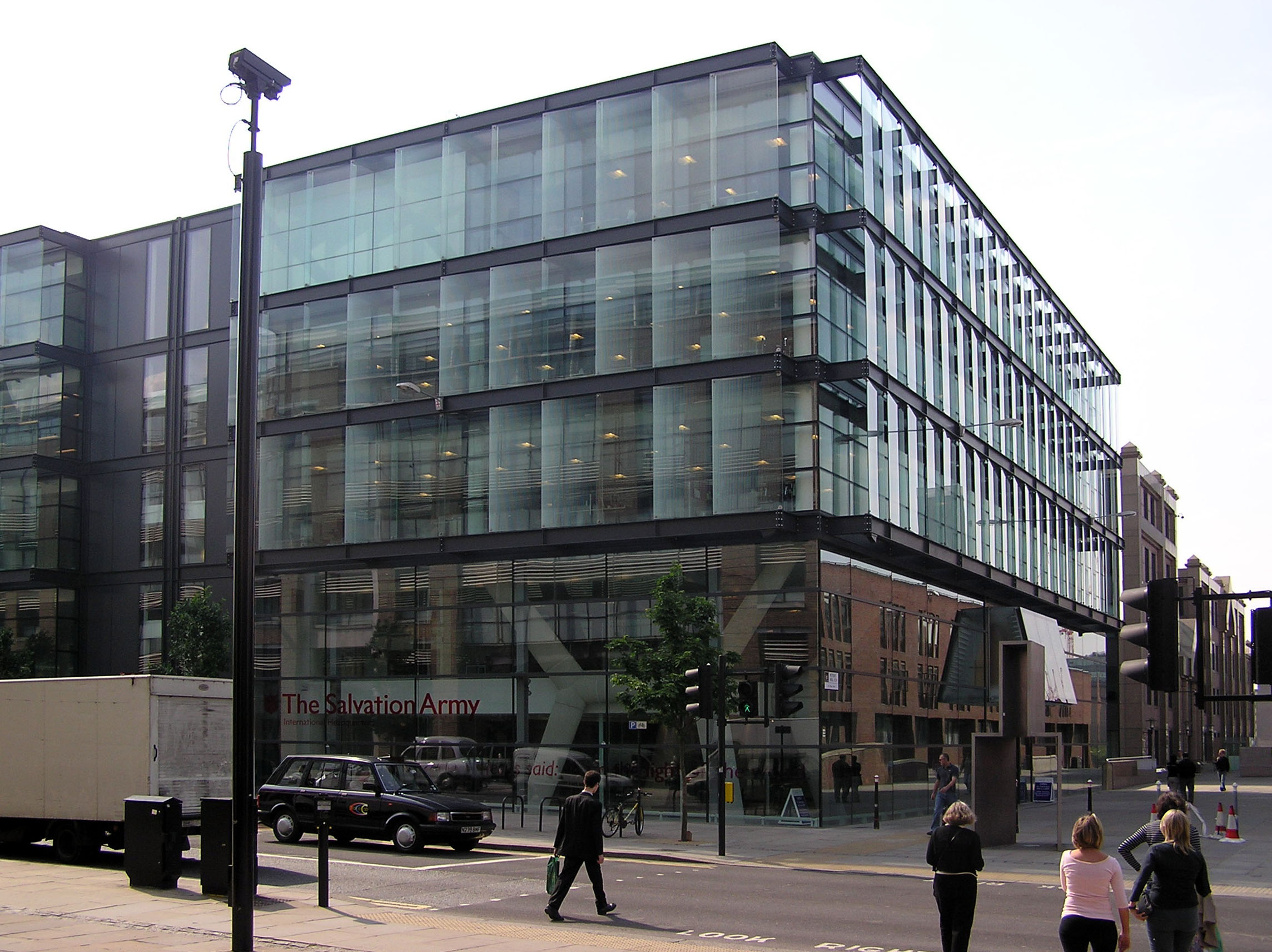
Sediul central al Armatei Salvării din Londra

Începând cu 23 august 2019, Armata Salvării operează în 131 de țări  și oferă servicii în 175 de limbi diferite. În scopuri administrative, Armata Salvării se divizează geografic în 5 zone, iar departamentele zonale de la sediul internațional din Londra, Regatul Unit, sunt principala legătură administrativă cu teritoriile și comandamentele:
- America și Caraibe
- Europa
- Asia de Sud
- Pacificul de Sud și Asia de Est
- Africa

Acestea sunt în continuare împărțite în teritorii, care apoi sunt împărțite în diviziuni. Unele teritorii acoperă mai multe țări (precum Italia și Grecia), în timp ce unele țări pot avea mai multe teritorii (Australia de Est și Australia de Sud). În zonele mai mari, comandamentele regionale sunt introduse și ca subdiviziuni ale diviziunilor. Fiecare teritoriu are un centru administrativ cunoscut sub numele de sediu teritorial (eng. Territorial headquarters (THQ)). De asemenea, fiecare divizie are un sediu divizional (eng. Divisional headquarters (DHQ)). Fiecare dintre aceste teritorii este condusă de un comandant teritorial care primește ordine de la sediul internațional al Armatei Salvării din Londra. Un teritoriu este în mod normal condus de un ofițer de rang de colonel (pentru teritorii mici) sau de comisar pentru teritorii mai mari. În unele țări, munca Armatei de Salvare poate fi numită comandă, condusă de un comandant de comandă. O comandă mai mare este de obicei condusă de un ofițer care deține rang de colonel. Există o divizie a ministerelor femeilor dedicată sprijinirii femeilor din minister, care are 766 369 de membri fondată în 1907 ca Home League. Serviciile de protecție a scutului roșu lucrează cu serviciile armate pentru a oferi asistență, cum ar fi băuturi răcoritoare, săpun, guma de mestecat, pastă de dinți și truse de cusut. 

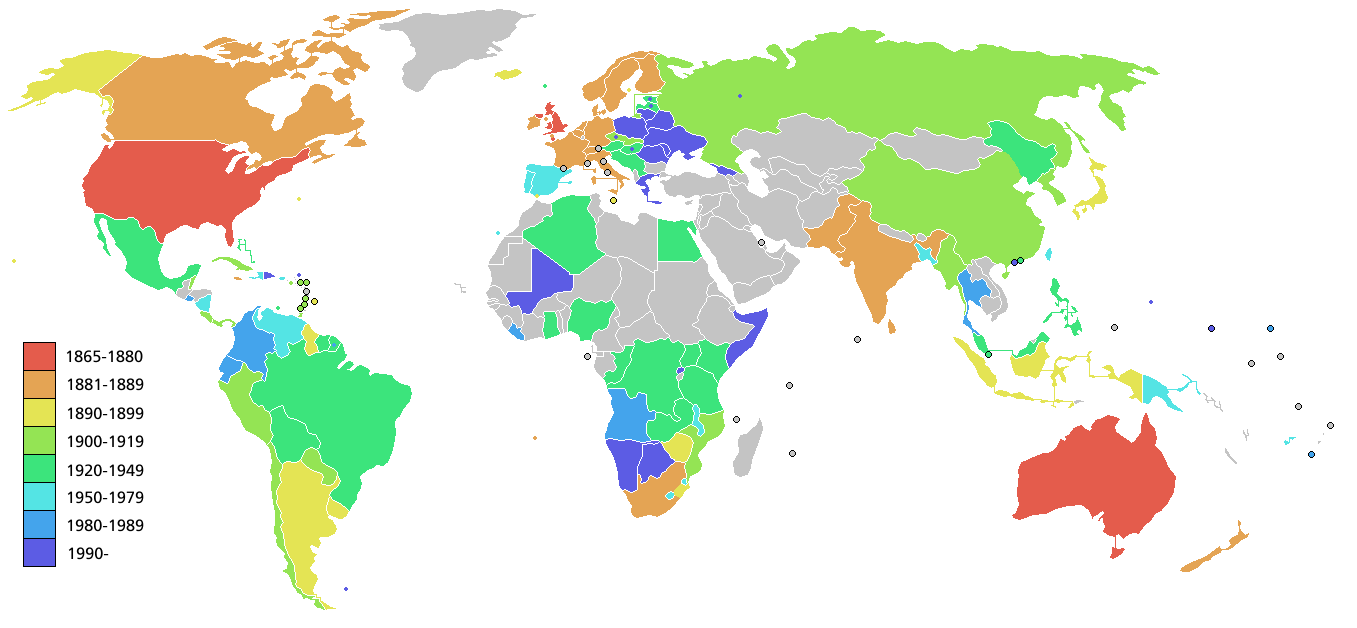
Răspândirea mișcării în lume (după dată)